# Liuțerna, Vilneansk
Liuțerna (în ucraineană Люцерна) este localitatea de reședință a comunei Liuțerna din raionul Vilneansk, regiunea Zaporijjea, Ucraina.

## Demografie
Componența lingvistică a localității Liuțerna
     Ucraineană (79,49%)
     Rusă (20%)
     Alte limbi (0,35%)
Conform recensământului din 2001, majoritatea populației localității Liuțerna era vorbitoare de ucraineană (79,49%), existând în minoritate și vorbitori de rusă (20%).